# 바이윈어보 광구

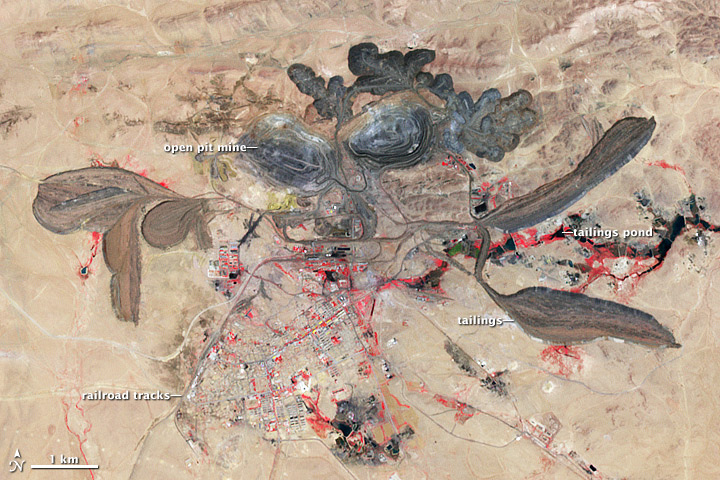

바이윈어보 광구(몽골어: ᠪᠠᠶᠠᠨ 
ᠣᠪᠣᠭ᠎ᠠ 
ᠠᠭᠤᠷᠬᠠᠢ ᠶᠢᠨ 
ᠲᠣᠭᠣᠷᠢᠭ Bayan Oboɣ-a Aɣurqai-yin toɣoriɣ, 중국어 간체자: 白云鄂博矿区, 정체자: 白雲鄂博礦區, 병음: Báiyún'èbó Kuàng Qū)는 내몽골 자치구 바오터우 시의 현급 행정구역이다. 넓이는 303km2이고, 인구는 2007년 기준으로 20,000명이다.

## 기후
연평균 기온은 2.5°C이고 연평균 강수량은 248.5mm이다.

## 행정 구역
2개 가도를 관할한다.
- 가도: 矿山路街道, 通阳道街道.

## 같이 보기
- 난링산맥